# Окремий легкопіхотний загін «Вольф»
ОЛПЗ «Вольф» («група Вольфа») — добровольче збройне формування, яке входило до складу Української добровольчої армії та брало участь у війні на сході України.

## Історія
Окремий легкопіхотний загін «Вольф» існував з весни 2014 року та отримав свою назву у 2016 році. Воював на Донеччині у складі спочатку ДУК «Правий сектор» з 2014 по 2015 рік, згодом Української Добровольчої Армії. У бойових діях брав участь з червня 2014 року по березень 2018 року.
У 2014 – 2015 роках підрозділ брав участь у боях під ДАП, пізніше, у 2016 році у боях за Широкине, а у 2017 році у боях на Світлодарській дузі.
У березні 2018 року підрозділ було розформовано.